# Willem Bentinck (1704-1774)

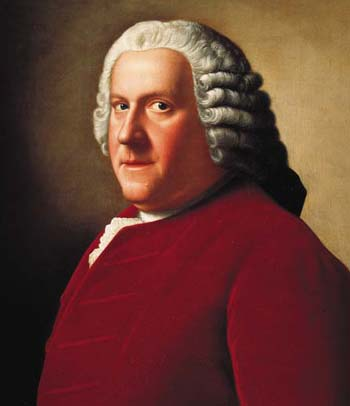
Willem Bentinck door Liotard, 1750

Willem graaf Bentinck (Whitehall in Londen, 6 november 1704 - Den Haag, 13 oktober 1774), heer van Rhoon en Pendrecht, na 1732 rijksgraaf Bentinck, oudste zoon uit het tweede huwelijk van Hans Willem Bentinck, graaf van Portland, was een Nederlands edelman en politicus. Hij had als lid van de Ridderschap van Holland zitting in de Staten van Holland en West-Friesland.

## Biografie

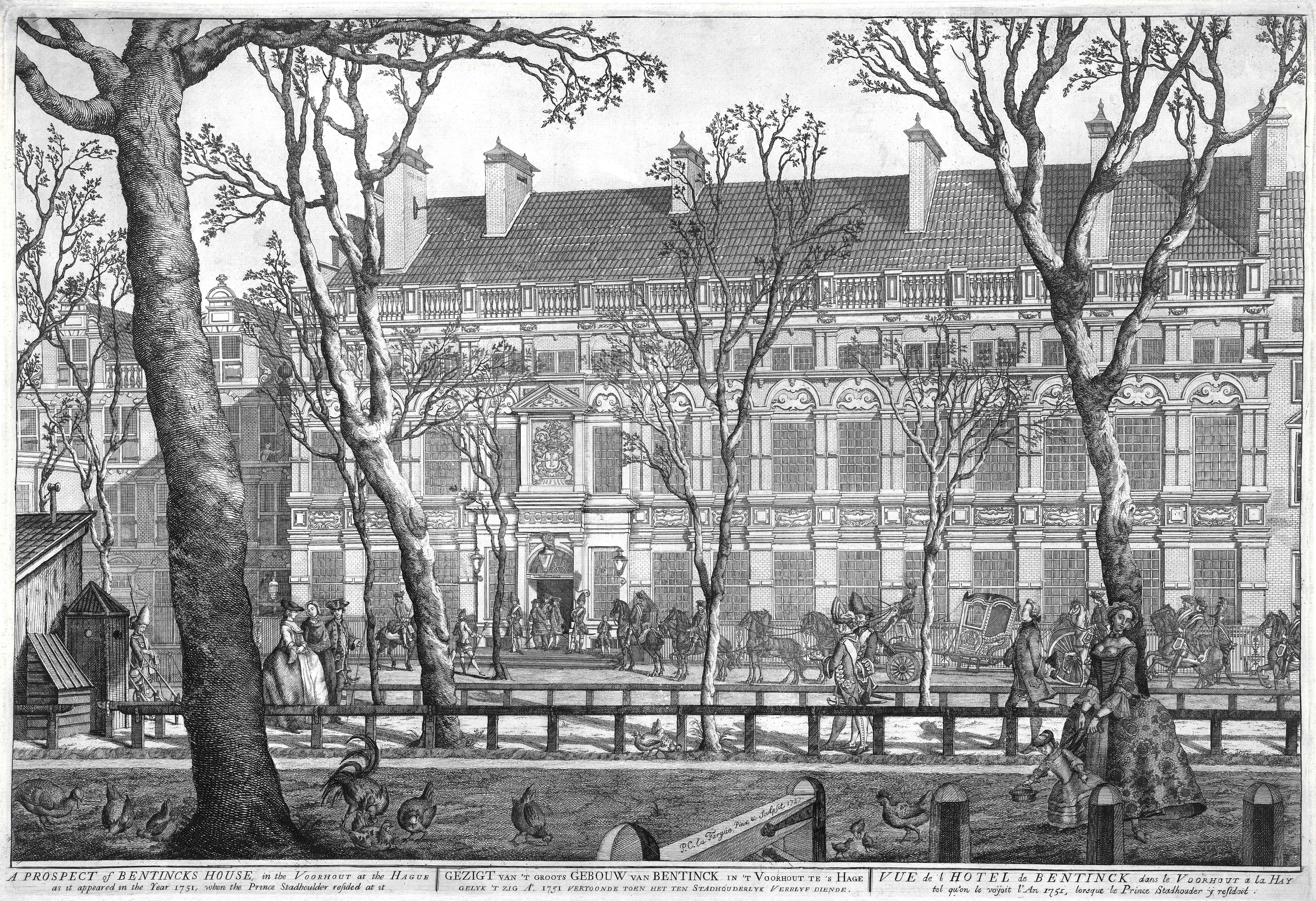
Huis van Willem Bentinck aan het Lange Voorhout 7 te Den Haag. Door Paulus Constantijn la Fargue, 1751

Willem Bentinck erfde vanwege het gebruikelijke fideï-commis geen goederen in Engeland. Hij deelde wel in het Hollandse bezit van zijn in 1709 gestorven vader en werd zo heer van Rhoon en Pendrecht en, naast een huis op het Lange Voorhout, eigenaar van Huis Sorghvliet, het huidige Catshuis. Daar deed de Zwitserse geleerde Abraham Trembley, die er zijn zoontjes opvoedde, de revolutionaire ontdekking van de celregeneratie bij zoetwaterpoliepen. Zijn jongere broer Charles erfde de oude landgoederen van de Bentincks in Overijssel en het kasteel Het Nijenhuis.
Willem Bentinck was een zeer gereserveerde en stugge aristocraat die desondanks de gave had om diplomaat te zijn. Hij werd een van de belangrijkste adviseurs van stadhouder Willem IV, die mede aan Bentinck zijn verheffing tot erfstadhouder dankte na de omwenteling van 1747. In 1748 leidde hij de vredesonderhandelingen op  het congres van Aken. Er wordt verondersteld dat Willem Bentinck zo stug en gesloten was om praatjes te voorkomen; zijn vader was de favoriet en volgens een enkele tijdgenoot ook de minnaar van stadhouder Willem III geweest. Bentinck stond zichzelf niets joyeus en niets dat ook maar in de verte fatterig of verwijfd kon lijken toe. Later nam zijn invloed op de stadhouder af, door toedoen van diens echtgenote Anna van Hannover en de Hertog van Brunswijk.
In 1733 trouwde hij met Charlotte Sophie van Aldenburg. Het betrof hier een gearrangeerd huwelijk, met de bedoeling het bezit van de wederzijdse families te vermeerderen. Dit ongelukkig huwelijk hield slechts zeven jaar stand, waarna Charlotte Sophie van Aldenburg tevergeefs probeerde via gerechtelijke procedures haar vaders erfdeel, de Aldenburgse bezittingen in Noord-Duitsland, weer terug te krijgen.

## Diplomatie
Na een periode als orangist kreeg Bentinck een rol als diplomaat, en speelde hij een rol bij de militaire inspanningen samen met Engeland tegen de Fransen.

### Hella Haasse
De schrijfster Hella Haasse heeft over zijn leven, maar vooral over het leven van zijn echtgenote Charlotte Sophie van Aldenburg, twee op in Doorwerth teruggevonden brieven en akten gebaseerde, historische romans geschreven:
- Mevrouw Bentinck of Onverenigbaarheid van karakter. Een ware geschiedenis, met brieven en brieffragmenten, Amsterdam: Querido 1978
- De groten der aarde of Bentinck tegen Bentinck. Een geschiedverhaal, met brieven en brieffragmenten, Amsterdam 1981

Beide boeken zijn in 1990 voor het eerst gebundeld en uitgebracht onder de titel Mevrouw Bentinck

### Overig
- Wilhelmina C. van Huffel: Willem Bentinck van Rhoon, zijn persoonlijkheid en leven (1725-1747), Den Haag 1923
- R.W.A.M. Cleverens: De graven van Aldenburg Bentinck en Waldeck-Limpurg, Middelburg 1983, p. 20-26
- Gajus Scheltema: Pronk, Bentinck en Trembley: schetsen uit achttiende-eeuws Den Haag. Jaarboek Die Haghe 2005, blz. 30-51.

- Biografisch Portaal: 79851326
- Digitale Bibliotheek voor de Nederlandse Letteren: bent006
- Gemeinsame Normdatei: 116123133
- International Standard Name Identifier: 0000 0001 1619 1399
- Library of Congress Control Number: n83000692
- Nationale Bibliotheek van Tsjechië: ntk20201074138
- Nederlandse Thesaurus van Auteursnamen: 069606625
- Réseau des bibliothèques de Suisse occidentale: 02-A024062544
- SNAC: w69j0tbj
- Système universitaire de documentation: 259812544
- Virtual International Authority File: 35200098
- WorldCat: E39PCjyBdd3VWhPKHdTyyrPHfq